# Chaloner Ogle

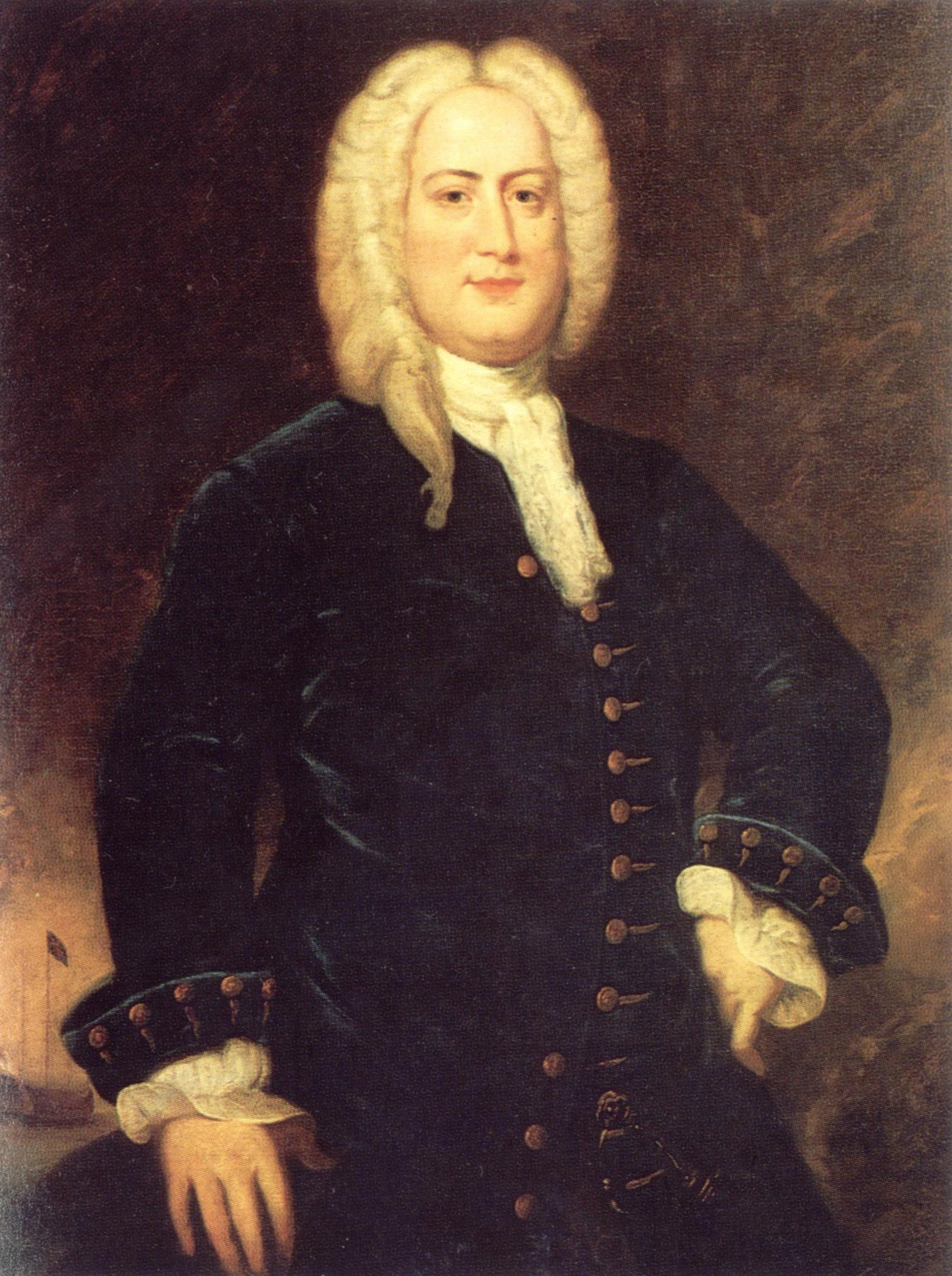
Sir Chaloner Ogle

Sir Chaloner Ogle (* um 1681 in St. Kitts; † 11. Apriljul. / 22. April 1750greg. in London) war ein britischer Marineoffizier, zuletzt im Rang eines Admiral of the Fleet.

## Leben
Über die frühe Laufbahn des um 1681 geborenen Marineoffiziers ist wenig bekannt, im Spanischen Erbfolgekrieg geriet er 1706 in französische Kriegsgefangenschaft, als er mit seinem Schiff Deal Castle (24 Kanonen) vor gegnerischen Schiffen kapitulieren musste.
Allgemeine Berühmtheit erlangte er, nachdem er 1721 als Kommandant des Linienschiffs Swallow (50 Kanonen) nach Westafrika geschickt wurde, um dort kreuzende Piraten zu bekämpfen. Er traf am 21. Februar 1722 vor Kap Lopez auf die aus drei Schiffen bestehende Flotte des Piratenkapitäns Bartholomew Roberts und besiegte sie mit Hilfe eines geschickten Täuschungsmanövers. Roberts wurde bei diesem Gefecht getötet. 254 Männer seiner Besatzung gerieten in Gefangenschaft, von denen 169 auf Cape Coast Castle in einem der größten Piratenprozesse der britischen Admiralität angeklagt und verurteilt wurden, 52 davon zum Tode. Ogle wurde für diese Leistung im Mai 1723 als Knight Bachelor in den persönlichen Adelsstand erhoben. Er war somit der einzige englische Seemann, der für seine Verdienste im Kampf gegen das Piratenunwesen öffentlich ausgezeichnet wurde.
Bei Ausbruch des Österreichischen Erbfolgekriegs 1740 kam er als Konteradmiral im Mittelmeer, später in den Heimatgewässern um Großbritannien zum Einsatz und führte dann an Bord der Cumberland (80 Kanonen) einen umfangreichen Flottenverband in die Karibik, der die Operationen von Vizeadmiral Edward Vernon gegen die Spanier unterstützen  sollte. Hierbei kam es am 27. Dezember in der Nähe von St. Kitts zu einem Schusswechsel mit einem französischen Verband, der zu erheblichen diplomatischen Verstimmungen mit Frankreich führte, das sich zu diesem Zeitpunkt noch im Friedenszustand mit Großbritannien befand. Die genauen Umstände dieses Zwischenfalls sind unbekannt. Unter Vernon nahm er 1741 an den vergeblichen Angriffen auf Cartagena und Kuba teil; gegen seinen Rat wurde 1742 ein Angriff auf Panama aufgegeben. Wie stark die Niederlagen die verantwortlichen Offiziere belasteten, zeigt sich daran, dass sich der ansonsten offenbar recht besonnene Ogle wegen eines tätlichen Angriffs auf Gouverneur Trelawney von Jamaika vor Gericht verantworten musste, was jedoch keine nachteiligen Auswirkungen auf seine weitere Karriere hatte. Nach der Ablösung Vernons nach diesen Fehlschlägen erhielt Ogle 1742 den Oberbefehl in der Karibik. Aufgrund mangelnder Geheimhaltung scheiterten jedoch auch 1743 die von ihm befohlenen Attacken auf La Guaira und Puerto Cabello (heute Venezuela) unter erheblichen Verlusten. 1744 wurde er von Vizeadmiral Thomas Davers abgelöst. 1745 saß er, mittlerweile zum Admiral befördert, dem Kriegsgerichtsverfahren gegen eine Reihe von Offizieren vor, denen im Zusammenhang mit der Seeschlacht bei Toulon Fehlverhalten vorgeworfen wurde. 1746 bis 1750 war er als Abgeordneter für Rochester Mitglied des House of Commons. 1749 löste er Sir John Norris als Flottenadmiral ab und erreichte damit den höchsten militärischen Rang der Royal Navy. Sir Chaloner Ogle starb 1750 in London. Er wurde in Twickenham bestattet, wo sein Grabmal in der Kirche St. Mary’s erhalten ist.